# Carlos Rivera (ur. 2003)
Carlos Alberto Rivera Lucero (ur. 24 lutego 2003 w mieście Panama) – panamski piłkarz występujący na pozycji napastnika, reprezentant Panamy.